# Boxballet
Boxballet (russisch: БоксБалет, romanisiert: BoksBalet) ist ein russischer Animationsfilm von Anton Dyakov aus dem Jahr 2021. Er wurde bei den 94. Academy Awards für den Oscar für den besten animierten Kurzfilm nominiert.

## Handlung
Eines Tages trifft die zarte Ballerina Olya auf den rauen, mürrischen Boxer Evgeny. Der Film kontrastiert zwischen Form und Inhalt ihrer beiden Welten. Diese unterscheiden sich so stark voneinander, dass es fast unmöglich erscheint, dass sich ihre Wege jemals kreuzen werden.

## Auszeichnungen und Nominierungen
(Quelle: )
- Academy Awards (nominiert)
- Sophia Awards (nominiert)
- Jerusalem Film Festival
- Annecy International Animation Festival